# Geheimer Justizrat (Kammergericht)

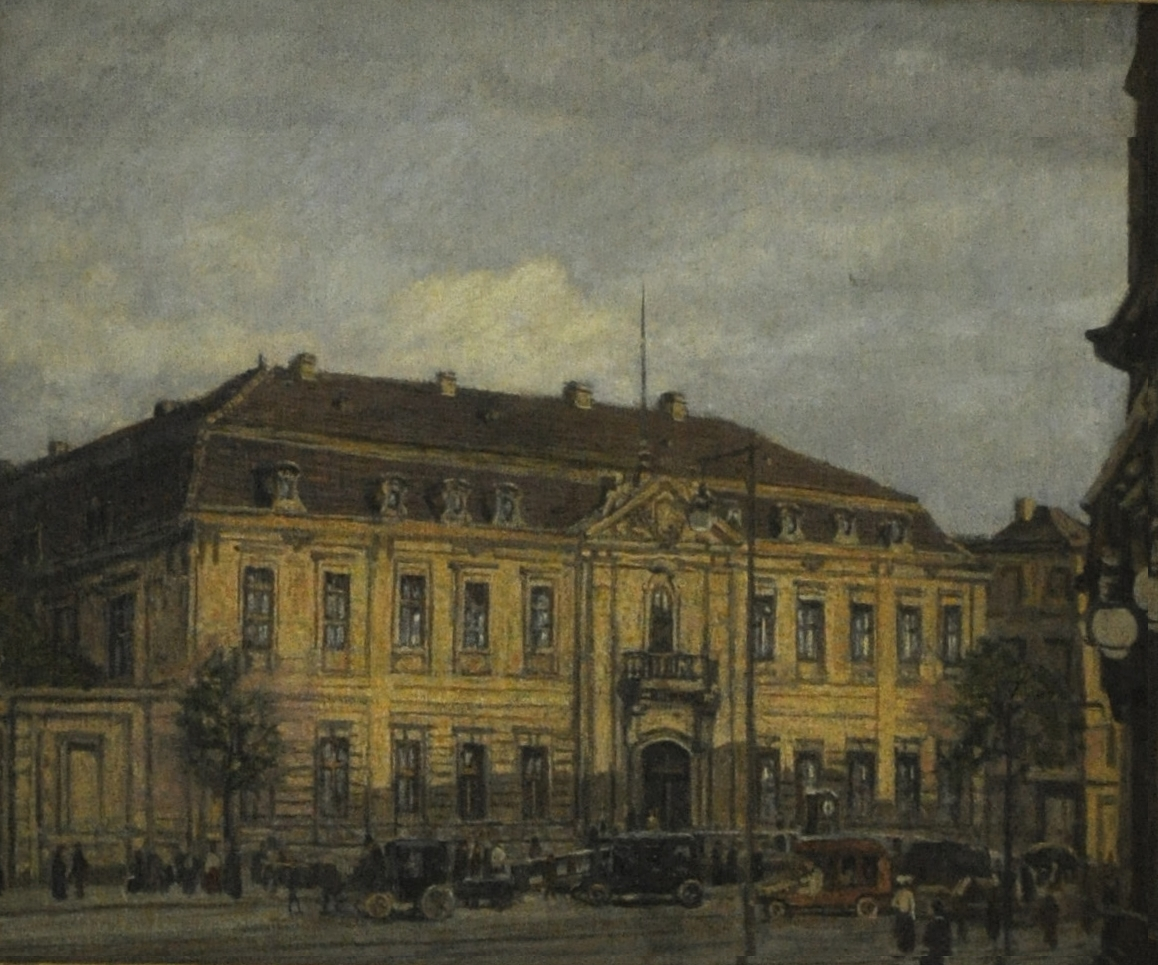
Gebäude des Kammergerichts in der Lindenstraße vor dem 1913 eröffneten Schöneberger Neubau

Geheimer Justizrat war der Name eines besonderen beim Kammergericht Berlin gebildeten Gerichtshofes.

## Grundlagen
Der Geheime Justizrat war das Überbleibsel des 1604 vom Kurfürsten Joachim Friedrich von Brandenburg errichteten Geheimen Staatsrats. Aus diesem wurden im Laufe der nächsten Jahrhunderte andere Behörden gebildet. Dazu zählten das Oberappellationsgericht zu Berlin, das spätere Preußische Obertribunal, aus dem dann das Reichsgericht in Leipzig hervorging, ebenso wie das preußische Justizministerium und die Justizprüfungskommission. Der Geheime Justizrat, auch Geheimes Justiz-Kollegium genannt, war im 19. Jahrhundert im wesentlichen eine lediglich rechtsgeschichtliche Erinnerung, und Geheimer Justizrat wurde zu einem Ehrentitel für Juristen.
Nur in einer Ausnahme und in sehr abgeblasster Bedeutung bestand der Geheime Justizrat als Spruchkollegium weiter, und zwar als eine mit dem Kammergericht in Berlin verbundene Spruchbehörde erster und zweiter Instanz, die für die Mitglieder des Hauses Hohenzollern reserviert war.
Der Geheime Justizrat beim Kammergericht wurde in der Reaktionsära geformt. 1849 hatte der § 11 der Verordnung vom 2. Januar 1849 über die Aufhebung der Privatgerichtsbarkeit und des eximirten Gerichtsstandes, sowie über die anderweite Organisation der Gerichte lediglich interne Rechtsstreitigkeiten geregelt:
„Rücksichtlich der Rechtsstreitigkeiten unter Mitgliedern der Königlichen Familie, sowie der nicht streitigen Rechtsangelegenheiten der zur Königlichen Familie gehörigen Personen, namentlich in Betreff der Testamentsrichtungen, Nachlassregulierungen. Familienschlüsse, Ehesachen, Vormundschafts- und ähnlichen Angelegenheiten wird durch die gegenwärtige Verordnung nichts geändert, vielmehr behält es in dieser Beziehung bei der Hausverfassung sein Bewenden.“
Nach Debatten im preußischen Abgeordnetenhaus über die Gültigkeit dieses Paragraphen erhielt er mit dem Gesetz betreffend die Zusätze zu der Verordnung vom 2. Januar 1849 über die Aufhebung der Privatgerichtsbarkeit und des eximirten Gerichtsstandes, sowie über die anderweite Organisation der Gerichte vom 26. April 1851 folgenden Zusatz, der die Grundlage für die Arbeit des Geheimen Justizrats bildete:
„Die Mitglieder der Königlichen Familie, sowie der Fürstentümer Hohenzollern-Hechingen und Hohenzollern-Sigmaringen haben ihren persönlichen Gerichtsstand bei dem mit dem Kammergerichte verbundenen Geheimen Justizrat. Dieser besteht aus zwölf Mitgliedern des Kammergerichts, von denen fünf die erste und sieben die zweite Instanz bilden, und welche von dem Justizminister bei der jedesmaligen Bildung der Senate bestimmt werden.“
Der Geheime Justizrat bestand also aus zwölf Richtern des Kammergerichts, von denen fünf die erste und sieben die zweite Instanz bildeten. Mit Inkrafttreten der Reichsjustizgesetze ging die Zuständigkeit des Kammergerichts für die zweite Instanz an das Reichsgericht über. Die Sonderregelung eines privilegierten Allgemeinen Gerichtsstands für das Königliche Haus in Zivil- und Kriminalsachen wurde jedoch beibehalten und in § 5 EGGVG und § 4 EGStPO geregelt.

## Zuständigkeit
Der geheime Justizrat war allein zuständig in Sachen, bei denen der König von Preußen oder Mitglieder des Königlichen Hauses beklagt wurden, es sei denn, es war ein (ausschließlicher) dinglicher Gerichtsstand (Realforum, forum rei sitae) gegeben. Der Geheime Justizrat ersetzte nur im persönlichen Gerichtsstand das ordentliche Gericht.
Neben dem Königlichen Haus bezog sich die Zuständigkeit auch auf die schwäbischen Hohenzollern, die Fürstenhäuser Hohenzollern-Hechingen (1869 erloschen) und Hohenzollern-Sigmaringen.
Auch ein zivilrechtlicher Anspruch gegen die Verwaltung der Königlichen Theater konnte vor dem Geheimen Justizrat verhandelt werden. Da er sich gegen die Vermögensverwaltung des Königs selbst richtete, war, sofern nicht ein dinglicher Gerichtsstand gegeben war, der Geheime Justizrat zuständig.

## Entscheidungen (Auswahl)
- RGZ, 41, 388 ff. (Abweisung einer Klage wegen gegebenen Realforums)
- Entmündigung des Prinzen Friedrich Leopold (Sohn) 1917/18

## Aufhebung
In Folge der Novemberrevolution 1918 erließ die neue preußische Regierung am 30. November 1918 die Verordnung mit Gesetzeskraft, betr. die Zuständigkeit des mit dem Kammergerichte verbundenen Geheimen Justizrats. Damit wurde der mit dem Kammergericht verbunden gewesene Geheime Justizrat zwar nicht ausdrücklich aufgehoben, aber seine einzige Zuständigkeit, der allgemeine Gerichtsstand der Mitglieder des Königlichen Hauses und des Fürstlichen Hauses Hohenzollern vor einem besonderen Spruchkörper beseitigt.
Mit dem Artikel 109 der Weimarer Reichsverfassung waren privilegierte Gerichtsstände grundsätzlich ausgeschlossen.

## Überlieferung
Die archivalische Überlieferung der Akten des Geheimen Justizrats ist mit der des Kammergerichts verbunden und teilt deren Schicksal der Dezimierung durch Kriegsfolgen und Auslagerung. Was erhalten ist, befindet sich heute im Geheimen Staatsarchiv Preußischer Kulturbesitz als Teil des Bestandes HA Rep. 97 Kammergericht. Erschlossen sind Generalia und Akten zu einzelnen Verfahren.